# E3 World
Die E3 WORLD GmbH (Eigennennung E3 Gruppe) ist eine 2017 als Holding gegründete internationale Unternehmensgruppe mit Sitz in Frankfurt am Main im Bereich Ausstellungen, Veranstaltungen und Environments und hat ihre Wurzeln in der ET-Global GmbH.  Die E3-Gruppe ist mit derzeit (Stand 2019) acht Einzelunternehmen in Deutschland, USA, China und den Vereinigten Arabischen Emiraten vertreten.

## Unternehmens- und Tätigkeitsbereiche
Die ET Global (ehemals Expotechnik) wurde 1968 in Kemnat bei Stuttgart als Messedesign Soschinski gegründet. 1971 zog das Unternehmen von Baden-Württemberg nach Taunusstein in Hessen. Zu Beginn der 1970er Jahre bot das Unternehmen den gesamten Leistungsumfang von Konzeption, Planung, Logistik und Umsetzung an. 1982 wurde die Expotechnik Contracts Ltd. in Großbritannien gegründet, die Expotechnik in Taunusstein wurde zum weltweiten Hauptquartier. Die Expotechnik expandierte 1988 nach Amerika mit erstem Standort Atlanta. In den 1990er Jahren erfolgte die Expansion nach Melbourne und Singapur, in den 2000er Jahren wurden die Standorte in Tokio, Sydney und Shanghai gegründet. 2006 folgten Las Vegas und Mexiko-Stadt.
Die 1987 gegründete und 2019 von der E3 World GmbH übernommene Keck hat Standorte in Stuttgart, Shanghai und Vancouver. Geschäftsführer ist Joern Trierweiler.
Die Reception+ GmbH ist ein Personalvermittler für Empfangsdienste und Concierge-Services. Die Reception+ wurde 1988 gegründet und hat vier Standorte in Deutschland: Frankfurt, München, Hamburg und Berlin. Das Unternehmen hat 250 Mitarbeiter unter dem Geschäftsführer Mirko Steinbüchel.
Electra agiert als Realisierungsagentur für Messestände, Events und Ausstellungen im Nahen Osten, mit Standorten in Dubai und Abu Dhabi. Das Unternehmen arbeitet mit internationalen Agenturen und Veranstaltern zusammen. Electra hat 500 Mitarbeiter und wurde 1992 gegründet, Geschäftsführer ist Benoit Honnart. Electra ist seit 2018 Teil der E3 WORLD GmbH.
Die bluepool GmbH hat ihren Sitz in Leinfelden-Echterdingen bei Stuttgart. Das Unternehmen bietet  Dienstleistungspakete für Messestände und Corporate Events. Mit 120 Mitarbeitern werden jährlich rund 1.500 Projekte in 60 Ländern verwirklicht. Das Unternehmen wurde 2004 gegründet. Geschäftsführer sind Joern Trierweiler und Vanessa Combes.
Die Excite spezialisiert sich besonders auf Messestände und Events mit B2C-Fokus. Sitz des Unternehmens ist Frankfurt, Geschäftsführer sind Joern Trierweiler und Vanessa Combes.
BIGBLUE ist ein Ableger der bluepool und Vertragspartner der Landesmesse Stuttgart. Das Unternehmen wurde 2018 gegründet und bietet mit 15 Mitarbeitern in Stuttgart Unterstützung für die Planung und Umsetzung von Messeständen auf der Messe Stuttgart. Geschäftsführer sind Joern Trierweiler und Vanessa Combes.
Die SCF Corporate Services ist die zentrale Servicegesellschaft der E3 Unternehmensgruppe. Sie übernimmt Dienstleistungen im Bereich Einkauf, Lager, Finanzen, HR und IT für die gesamte Holding. Der Standort des 2018 gegründeten Unternehmens ist Frankfurt, das Unternehmen hat 85 Mitarbeiter. Geschäftsführer ist Joern Trierweiler.